# دهستان رودبار محمد زمانی
دهستان رودبار محمد زمانی نام دهستانی در بخش الموت غربی شهرستان قزوین، استان قزوین در ایران است. براساس سرشماری مرکز آمار ایران در سال ۱۳۸۵، جمعیت آن ۷۶۲۲ نفر (۲۲۷۳ خانوار) بوده‌است.